# Le Houlme
Le Houlme é uma comuna francesa na região administrativa da Normandia, no departamento de Sena Marítimo. Estende-se por uma área de 2,97 km². Em 2010 a comuna tinha 4 062 habitantes (densidade: 1 367,7 hab./km²).464 hab/km².